# El Junko
La Parroquia El Junko es una de las 11 parroquias del municipio Vargas al oeste del estado La Guaira, al centro norte de Venezuela.
Ubicado en el km19 

## Historia
En 1948 fue inaugurado un Campo de Golf en el área, el más alto de Venezuela pues se ubica a 1714 metros sobre el nivel del mar. Esta parroquia originalmente fue parte del Departamento Vargas del Distrito Federal de Venezuela. En 1998 fue incorporada al Territorio Federal Vargas, siendo integrada al año siguiente al recién creado estado Vargas.
Como gran parte del estado La Guaira, la parroquia y su principal pueblo se vieron afectados por la tragedia de Vargas (1999), que generó daños físicos, patrimoniales y humanos a miles de varguenses, situación de la que progresivamente se han ido recuperando los junqueños en la última década.

## Geografía
La parroquia el Junko tiene una superficie aproximada de 2000 hectáreas (o 20 kilómetros cuadrados) y una población según las estimaciones del instituto nacional de Estadística de 12.688 habitantes para el año 2023.

### Ubicación
Es una parroquia que está vinculada a la conurbación denominada Gran Caracas estando ubicada cerca al extremo oeste de la ciudad de Caracas y; adentrada en la  cordillera de la Costa de Venezuela. Limita por el norte y el oeste con la parroquia Carayaca del estado Vargas y por el este y el sur con la Parroquia El Junquito del Distrito Capital.
Su principal localidad es el pueblo de El Junquito, capital parroquial, con una población cercana a los 4.000 habitantes. Su principal actividad económica está dentro del sector servicios, especialmente para los transeúntes que usan esta vía para entrar o salir de Caracas, ciudad de la cual forma parte de su área metropolitana, y para la que es un lugar turístico cercano y accesible.

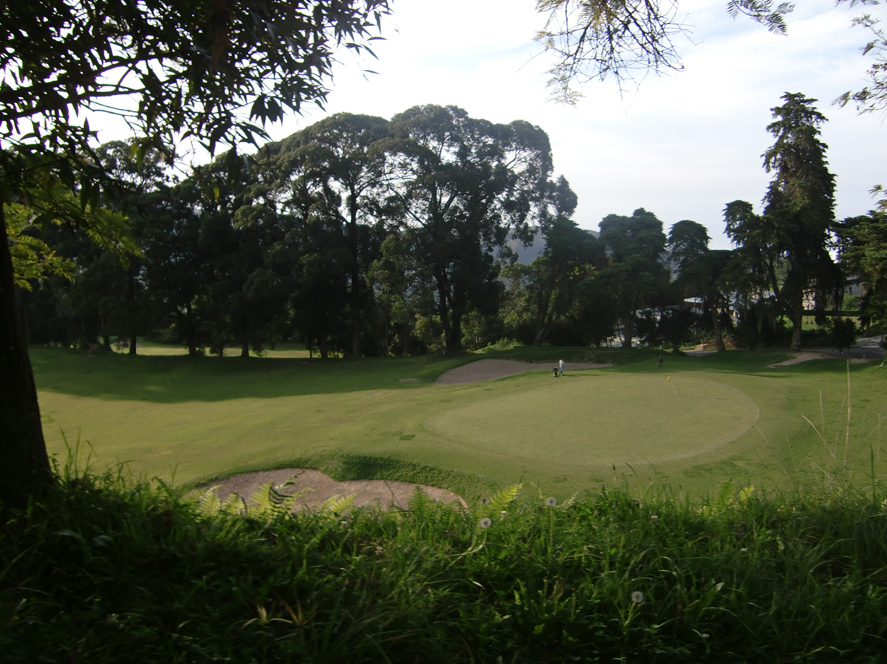
El Campo de Golf ubicado en El Junko

## Economía

### Turismo
Comparte similitudes con la zona turística de la Colonia Tovar, del municipio Tovar del estado Aragua, cuyo atractivo frío y paisaje montañoso contrasta con la calidez de la costa caribeña de estos estados, y cuyas condiciones se prestan para la agricultura de ciertos rubros no muy comunes de la región central del país (básicamente hortalizas como lechuga, cebollín, cilantro, perejil, ajo porro, brócoli, entre otros) y para el desarrollo de una tradición gastronómica singular. 
El cercano Junquito ofrece entre otros atractivos el paseo a caballo, la espesa neblina, la comida típica (parrillas, chorizos, morcillas, pan de maíz), las fresas con crema, los helados, manzanas acarameladas y los famosos golfeados, además de entornos paisajísticos llenos de verdes pinos y flores multicolores. En el kilómetro 19 existe la Urbanización y el Campo de Golf el Junko Contry Club, que es uno de los más hermosos de Venezuela, por su naturaleza. 
Para acceder a esta parroquia desde la ciudad de Caracas se parte desde el sector La Yaguara, si bien también es posible acceder desde Catia y desde Mamera. También tiene acceso desde Carayaca y Petaquire en el estado Vargas y desde la Colonia Tovar en el estado Aragua.